# Абай (Егиндыкольский район)
Абай (каз. Абай) — село в Егиндыкольском районе Акмолинской области Казахстана, образует административно-территориальную единицу «Село Абай». 
- Код КАТО — 114433100[3].
- Код КАТО административной единицы — 114433000[4].

## География
Село расположено в 37 км на юг от районного центра села Егиндыколь. Близ села имеется озеро Тенгиз.

## Население
В 1989 году население села составляло 1090 человек (из них казахов 37%, русских 35%).
В 1999 году население села составляло 506 человек (255 мужчин и 251 женщина). По данным переписи 2009 года, в селе проживало 170 человек (94 мужчины и 76 женщин).
| Численность населения | Численность населения | Численность населения |
| 1989                  | 1999                  | 2009                  |
| --------------------- | --------------------- | --------------------- |
| 1090                  | ↘506                  | ↘170                  |